# Мішіма: Фінальний розділ
«Мішіма: Фінальний розділ» — кінофільм режисера Кодзі Вакамацу, що вийшов на екрани в 2012 році.

## Зміст
У 1970 році відомий громадський діяч Японії й знаменитий письменник Юкіо Місіма під час відвідин військової бази раптово почав закликати солдатів до повстання. Коли ж його пропозицію відкинули, то він заподіяв собі смерть способом, до якого вдавалися стародавні самураї, якщо вважали, що на них лягла незмивна ганьба. Фільм спробує розставити по місцях усі фрагменти мозаїки та з'ясувати, чому ж саме так закінчився життєвий шлях цієї видатної особистості.

## Ролі
| Актор             | Роль |
| ----------------- | ---- |
| Арата             | -    |
| Шінобу Терадзіма  | -    |
| Хідео Накаізумі   | -    |
| Кен Фурусава      | -    |
| Ханае Кан         | -    |
| Шіньджі Сузукі    | -    |
| Кійохіко Шібукава | -    |
| Сузуносуке        | -    |
| Мотокі Очіай      | -    |
| Кацуюкі Сінохара  | -    |

## Знімальна група
- Режисер — Кодзі Вакамацу
- Сценарист — Масаюки Какегава
- Продюсер — Мунеко Озакі, Ацуси Обіната, Кодзі Вакамацу
- Композитор — Фуміо Сакахасі